# 小行星22528
小行星22528（22528 Elysehope）是一颗绕太阳运转的小行星，为主小行星带小行星。该小行星于1998年3月发现。

## 轨道参数
小行星22528的轨道半长轴为2.2080010 UA，离心率为0.114。